# Embraer Regional Jet
Embraer Regional Jet je serija regionalnih potniških letal brazilskega  proizvajalca Embraer. V družino spadajo ERJ 135 (37 potnikov), ERJ 140 (44 potnikov),  ERJ 145 (50 potnikov), poslovno letalo Legacy in tudi vojaški R-99. Letalo poganjajo dva v repu nameščena turboventilatorska motorja Rolls-Royce AE 3007. Njegov glavni konkurent je Canadair Regional Jet.

## Razvoj
ERJ 145 je bil predstavljen na pariškem mitingu leta 1989, kot podaljšana in reaktivno verzija manšjega in turbopropelerskega EMB 120 Brasilia. Glavne značilnosti novega letala: krilo z zavihanimi konci (wingleti), motorju nameščeni na rep letala, doseg 2500 kilometrov in 75% enakih delov z EMB 120. ERJ ima naklon krila 22.3°, kar je manj od standarnih 30°.
Več kot polovico izdelanih letal uporabljajo ameriške regionalne letalske družbe.
Leta 2003 je Embraer sklenil pogodbo s kitajskim proizvajalcem Harbin Aircraft Manufacturing Corporation za licenčno setavljanje ERJ 145

## Tehnične specifikacije
| Različica                  | ERJ135 ER                                                                            | ERJ135 LR                                                                            | ERJ140 ER                                                                            | ERJ140 LR                                                                            | ERJ145 LR                                                                            | ERJ145 XR                                                     |
| -------------------------- | ------------------------------------------------------------------------------------ | ------------------------------------------------------------------------------------ | ------------------------------------------------------------------------------------ | ------------------------------------------------------------------------------------ | ------------------------------------------------------------------------------------ | ------------------------------------------------------------- |
| Posadka                    | 2                                                                                    | 2                                                                                    | 2                                                                                    | 2                                                                                    | 2                                                                                    | 2                                                             |
| Kapaciteta sedežev         | 37                                                                                   | 37                                                                                   | 44                                                                                   | 44                                                                                   | 50                                                                                   | 50                                                            |
| Dolžina Razpon kril Višina | 26,33 m (86 ft 5 in) 20,04 m (65 ft 9 in) 6,76 m (22 ft 2 in)                        | 26,33 m (86 ft 5 in) 20,04 m (65 ft 9 in) 6,76 m (22 ft 2 in)                        | 28,45 m (93 ft 4 in) 20,04 m (65 ft 9 in) 6,76 m (22 ft 2 in)                        | 28,45 m (93 ft 4 in) 20,04 m (65 ft 9 in) 6,76 m (22 ft 2 in)                        | 29,87 m (98 ft 0 in) 20,04 m (65 ft 9 in) 6,76 m (22 ft 2 in)                        | 29,87 m (98 ft 0 in) 20,04 m (65 ft 9 in) 6,76 m (22 ft 2 in) |
| Motorji (2x)               | Rolls-Royce AE 3007-A1 (7800 lb potisl) ali Rolls-Royce AE 3007-A1P (8300 lb potisk) | Rolls-Royce AE 3007-A1 (7800 lb potisl) ali Rolls-Royce AE 3007-A1P (8300 lb potisk) | Rolls-Royce AE 3007-A1 (7800 lb potisl) ali Rolls-Royce AE 3007-A1P (8300 lb potisk) | Rolls-Royce AE 3007-A1 (7800 lb potisl) ali Rolls-Royce AE 3007-A1P (8300 lb potisk) | Rolls-Royce AE 3007-A1 (7800 lb potisl) ali Rolls-Royce AE 3007-A1P (8300 lb potisk) | Rolls-Royce AE 3007-A1E (8700 lb potisk)                      |
| Maks. teža brez goriva     | 15.600 kg (34.392 lb)                                                                | 16.000 kg (35.273 lb)                                                                | 17.100 kg (37.699 lb)                                                                | 17.100 kg (37.699 lb)                                                                | 17.900 kg (39.462 lb)                                                                | 18.500 kg (40.785 lb)                                         |
| Maks. teža tovora          | 4.198 kg (9.255 lb)                                                                  | 4.499 kg (9.918 lb)                                                                  | 5.284 kg (11.649 lb)                                                                 | 5.292 kg (11.666 lb)                                                                 | 5.786 kg (12.755 lb)                                                                 | 5.909 kg (13.027 lb)                                          |
| Maks. vzletna teža         | 19.000 kg (41.887 lb)                                                                | 20.000 kg (44.092 lb)                                                                | 20.100 kg (44.312 lb)                                                                | 21.100 kg (46.517 lb)                                                                | 22.000 kg (48.501 lb)                                                                | 24.100 kg (53.131 lb)                                         |
| Maks. dolet                | 2.409 km (1.300 nmi)                                                                 | 3.243 km (1,750 nmi)                                                                 | 2.317 km (1.250 nmi)                                                                 | 3.058 km (1.650 nmi)                                                                 | 2.873 km (1.550 nmi)                                                                 | 3.706 km (2.000 nmi)                                          |
| Potovalna hitrost          | Mach ,78, 447 kts, 515 mph, 828 km/h                                                 | Mach ,78, 447 kts, 515 mph, 828 km/h                                                 | Mach ,78, 447 kts, 515 mph, 828 km/h                                                 | Mach ,78, 447 kts, 515 mph, 828 km/h                                                 | Mach ,78, 447 kts, 515 mph, 828 km/h                                                 | Mach ,80, 470 kts, 530 mph, 851 km/h                          |
| Največja višina leta       | 11.278 m (37.000 ft)                                                                 | 11.278 m (37.000 ft)                                                                 | 11.278 m (37.000 ft)                                                                 | 11.278 m (37.000 ft)                                                                 | 11.278 m (37.000 ft)                                                                 | 11.278 m (37.000 ft)                                          |